# Thomas Badek
 (novembre 2016).
Si vous disposez d'ouvrages ou d'articles de référence ou si vous connaissez des sites web de qualité traitant du thème abordé ici, merci de compléter l'article en donnant les références utiles à sa vérifiabilité et en les liant à la section « Notes et références ».
Thomas Badek est un acteur français, né à Paris le 26 octobre 1963.

## Biographie
Il grandit en région parisienne et, arrivé à paris, il prend des cours de théâtre et de diction avec Hélène Perdrière de la Comédie Française. Dans les grandes salles et sur grand écran il découvre et apprécie le cinéma dans toute sa diversité. Il deviendra au fil des ans un cinéphile averti . 
Le pas est vite franchi et il ne tarde pas à décrocher ses premiers rôles. Après une courte apparition dans Faubourg Saint-Martin de Jean-Claude Guiguet (1986). C’est le regretté Jean-Claude Biette qui lui met le pied à l’étrier et lui offre son premier grand rôle, aux côtés de Tonie Marshall pour Le Champignon des Carpathes. Un premier film inspiré de la catastrophe de Tchernobyl qui obtient les louanges de la critique ainsi qu’un prix d’interprétation décerné à l’ensemble des comédiens, lors des Rencontres Cinématographiques de Dunkerque, en 89. 
D'une nature sensible et généreuse, il est vite adopté par la famille de cinéastes de Jean-Claude Biette, qui en fait son acteur fétiche, à l’instar de Jean-Christophe Bouvet, son double de cinéma. Suivront Chasse gardée (1992), Le Complexe de Toulon (1996), Trois ponts sur la rivière (1998), puis Saltimbank, ultime opus du cinéaste, qui rejoint l'éternité au seuil de l’été 2003. La sortie en salles sera posthume.
Ces dernières années, on a pu apprécier ses prestations dans des films comme Ronin de John Frankenheimer (sur un scénario de David Mamet, nda, 98), Les Passagers de Jean-Claude Guiguet (99), Cet amour-là de Josée Dayan (Quinzaine des réalisateurs - Cannes 1999), Trilogie (Un couple épatant – Cavale – Après la vie) de Lucas Belvaux (Prix Louis-Delluc 2003), ou encore Combien tu m'aimes ? de Bertrand Blier. Thomas Badek tourne également dans de nombreux courts-métrages sous la direction d'Hervé Ganem : Johnny Moutarde (99), Cosmocrator (2000), Sherlock Holmes à Trouville (2001), Cinq minutes plus tard (2004), liste enrichie cette année 2008 de deux nouveaux "chapitres" : Le Boucher de Rungis et Les Pieds Nickelés.
Thomas Badek participe également à Une nuit ordinaire réalisé en 1998 par Jean-Claude Guiguet, dans le cadre de la série L'@mour est à réinventer (1996), Rencontres de Corinne Serrano (1994), La Vie selon Luc de Jean-Paul Civeyrac, qui connut les honneurs de la Compétition officielle au Festival international du film de Cannes, en 1991, sans compter ses participations aux œuvres de Jean-Manuel Fernandez. Il vient par ailleurs d’achever le tournage du long-métrage de Cyril Legann, Une fugue, aux côtés de Sabine Bail, Marianne Epin, et surtout Johan Libéreau, héros du film d’André Téchiné, Les Témoins (2007).
Pour le petit écran, c’est principalement Josée Dayan, la grande prêtresse des sagas cathodiques, qui lui accorde toute sa confiance et l’emploie dans la quasi-totalité de ses abondantes réalisations : Julie Lescaut, Tableau noir (1994), La Rivière Espérance (1995), Le comte de Monte-Cristo (1998), Balzac, Marc Eliot (Les deux flics, 1998) , Les Misérables, Les Bœuf-carottes.
Il a actuellement le projet de monter sur scène dans une pièce de théâtre en écriture.

## Filmographie partielle

### Cinéma
- 2005 : Combien tu m'aimes ? de Bertrand Blier  : Le voisin
- 2003 : Saltimbank de Jean-Claude Biette  : Élie
- 2002 : Après la vie de Lucas Belvaux  : Barbouze 2
- 2002 : Un couple épatant de Lucas Belvaux  : Barbouze 2
- 2002 : Cavale de Lucas Belvaux  : Barbouze 2
- 1999 : Les Passagers de Jean-Claude Guiguet  : Le Golden Boy et le Médecin
- 1999 : Trois ponts sur la rivière de Jean-Claude Biette  : Frank Opportun
- 1996 : Le Complexe de Toulon de Jean-Claude Biette  : Assistant directeur
- 1993 : Chasse gardée de Jean-Claude Biette  : Homme au journal
- 1990 : Le Champignon des Carpathes de Jean-Claude Biette  : Bob

### Télévision
- 2008 : Diane, femme flic   - épisode « Deuxième vérité » de Josée Dayan (série TV) : Lieutenant stups
- 2000 : Les Misérables (mini-série TV) - (épisode #1.1 à #1.4) : Officier amphithéâtre
- 2000 - 2001 : Les Bœuf-carottes (série TV)
  - épisode « Soupçons » (2000) : Le voyou
  - épisode « Parmi l’élite » (2001)
- 2005 : Le Comte de Monte-Cristo  (mini-série TV)  - (épisode #1.1 à #1.4)  : Geolier # 1
- 1996 : L'@mour est à réinventer (mini-série TV) - épisode : Une nuit ordinaire réal. Jean-Claude Guiguet : Olivier
- 1994 : Julie Lescaut, épisode 4, saison 3 : Tableau noir, de Josée Dayan — le pion